# Monuments nationaux de Mostar
Cet article recense les monuments nationaux situés sur le territoire de la ville de Mostar en Bosnie-Herzégovine et dans la fédération de Bosnie-et-Herzégovine. La liste établie par la Commission pour la protection des monuments nationaux compte 42 monuments nationaux inscrits sur la liste principale et 24 monuments inscrits sur une liste provisoire.

## Monuments nationaux
| Monument                                           | Localité (éventuellement) | Géolocalisation              | Datation                                                 | Commentaire éventuel                                 | Photo |
| -------------------------------------------------- | ------------------------- | ---------------------------- | -------------------------------------------------------- | ---------------------------------------------------- | ----- |
| Blagaj                                             | Blagaj                    | 43° 15′ 27″ N, 17° 53′ 19″ E | Siècles divers, dont le Moyen Âge et la période ottomane | Ensemble architectural                               |       |
| Mosquée impériale de Blagaj                        | Blagaj                    |                              | 1519-1520                                                |                                                      |       |
| Mosquée de Hadži Ali Bey Lafo                      |                           |                              | Avant 1631                                               |                                                      |       |
| Mosquée de Derviš Pacha Bajezidagić                |                           |                              | 1592                                                     |                                                      |       |
| Maison de la famille Džabić                        | Vrapčići                  |                              | ?                                                        |                                                      |       |
| Cimetière juif de Mostar                           |                           |                              | ?                                                        |                                                      |       |
| Pont de pierre sur le Kozor                        | ?                         |                              | ?                                                        |                                                      |       |
| Hammam de Karađoz-bey                              | Blagaj                    |                              | Fin du XVIe siècle                                       |                                                      |       |
| Pont de Karađoz-bey                                | Blagaj                    |                              | XVIe siècle                                              |                                                      |       |
| Mosquée de Karađoz-bey                             |                           |                              | 1557-1558                                                | Avec le quartier alentour                            |       |
| Basilique de Cim                                   | Cim                       |                              | Antiquité tardive                                        | Site archéologique                                   |       |
| Site archéologique de Žitomislići                  | Žitomislići               |                              | Antiquité tardive                                        | Site archéologique ; avec la nécropole et ses stećci |       |
| Église de la Sainte-Trinité de Blagaj              | Blagaj                    |                              | 1908                                                     | Église catholique                                    |       |
| Maison Kolaković                                   | Blagaj                    |                              | 1693 ? ; 1736 ?                                          |                                                      |       |
| Mosquée de Koski Mehmed-pacha                      |                           |                              | Début du XVIIe siècle                                    | Avec sa médersa                                      |       |
| Site de Donja Drežnica                             | Donja Drežnica            |                              | XIVe siècle                                              | Avec l'inscription de Mastan Bubanjić                |       |
| Monastère de Žitomislić                            | Žitomislići               |                              | Mentionné pour la première fois au XVe siècle            | Monastère orthodoxe serbe                            |       |
| Palais archiépiscopal orthodoxe de Mostar          |                           |                              | 1908-1910                                                | Rénové en 2006-2007                                  |       |
| Vieille ville de Mostar                            |                           |                              | XVe-XIXe siècle                                          | Centre historique                                    |       |
| Nécropole de Crkvina (Donja Drežnica)              | Donja Drežnica            |                              | Moyen Âge                                                | Avec 17 stećci et les vestiges d'une église          |       |
| Nécropole de Šarapovlje (Vitina)                   | Kruševo                   |                              | Moyen Âge                                                | Avec ses stećci                                      |       |
| Mosquée de Nesuh Aga Vučijaković                   |                           |                              | XVIe siècle                                              |                                                      |       |
| Mosquée de Nazir Aga                               |                           |                              | 1550                                                     |                                                      |       |
| Cimetière commémoratif des Partisans à Mostar      |                           | 43° 20′ 29″ N, 17° 47′ 47″ E | Seconde Guerre mondiale ; 1965                           |                                                      |       |
| Église Saint-Basile-d'Ostrog de Blagaj             | Blagaj                    |                              | 1892-1893                                                | Église orthodoxe ; avec ses collections              |       |
| Mosquée de Roznamedži Ibrahim-effendi              |                           |                              | Avant 1620                                               |                                                      |       |
| Cathédrale de la Sainte-Trinité de Mostar          |                           |                              | 1863-1868                                                | Cathédrale orthodoxe ; site et vestiges du monument  |       |
| Tour de l'Horloge de Mostar                        |                           |                              | Mentionnée pour la première fois en 1636                 | Tour horloge                                         |       |
| Mosquée de Sevri Hadži Hasan                       |                           |                              | Vers 1620                                                |                                                      |       |
| Synagogue de Mostar                                |                           |                              | ?                                                        |                                                      |       |
| Résidence de la famille Muslibegović               |                           | 43° 20′ 42″ N, 17° 48′ 39″ E | Seconde moitié du XVIIIe siècle                          |                                                      |       |
| Résidence Biščević-Lakšić                          |                           |                              | Fin du XVIIIe siècle-début du XIXe siècle                |                                                      |       |
| Résidence de la famille Velagić                    | Blagaj                    |                              | 1766                                                     |                                                      |       |
| Vieux palais épiscopal de Vukodol                  |                           |                              | 1873                                                     |                                                      |       |
| Église de la Nativité-de-la-Mère-de-Dieu de Mostar |                           |                              | 1832                                                     |                                                      |       |
| Forteresse de Blagaj (Stjepan grad)                | Blagaj                    |                              | Moyen Âge ou période ottomane                            | Site historique                                      |       |
| Vieilles croix à Drežnica                          | Gornja Drežnica           |                              | Seconde moitié du XIVe siècle-XVe siècle                 | Site historique                                      |       |
| Vieux pont et tours à Mostar                       |                           | 43° 20′ 13″ N, 17° 48′ 53″ E | XVIe-XVIIe siècles                                       | Patrimoine mondial de l'UNESCO                       |       |
| Vieux cimetière orthodoxe de Bjelušine             |                           |                              | À partir du XVIe siècle                                  |                                                      |       |
| Vieux cimetière orthodoxe de Pašinovac             |                           |                              | XVIe-XVIIe siècles                                       |                                                      |       |
| Tekke de Blagaj                                    | Blagaj                    |                              | Vers 1520                                                | Tekke                                                |       |
| Grotte verte                                       | Blagaj                    |                              | Préhistoire                                              | Site archéologique                                   |       |

## Liste provisoire
| Monument                                                           | Localité (éventuellement) | Géolocalisation              | Datation                                    | Commentaire éventuel                   | Photo |
| ------------------------------------------------------------------ | ------------------------- | ---------------------------- | ------------------------------------------- | -------------------------------------- | ----- |
| Palais épiscopal catholique de Mostar                              | Mostar                    |                              | 1906                                        |                                        |       |
| Pont de Lekin                                                      | Blagaj                    |                              |                                             |                                        |       |
| Site de la mosquée d'Ali-pacha Rizvanbegović                       | Buna                      |                              |                                             | Ali-pacha Rizvanbegović                |       |
| Mekteb de Cernički Sibjan                                          | Mostar                    |                              |                                             |                                        |       |
| Mosquée d'Ahmed-aga Lakišić                                        | Mostar                    |                              |                                             |                                        |       |
| Fontaine de la place Musalla (Fontaine de Muhamed-bey Alajbegović) | Mostar                    |                              | 1883                                        | Sur le site d'une ancienne muṣallā     |       |
| Bâtiment du lycée de Mostar                                        | Mostar                    | 43° 20′ 34″ N, 17° 48′ 24″ E | 1893-1902                                   | Œuvre de l'architecte František Blažek |       |
| Bains municipaux de Mostar                                         | Mostar                    |                              | Période austro-hongroise                    |                                        |       |
| Hôtel Neretva                                                      | Mostar                    |                              |                                             |                                        |       |
| Mosquée d'Ibrahim-aga Šarić                                        | Mostar                    |                              |                                             |                                        |       |
| Maison Kajtaz                                                      | Mostar                    |                              | Fin du XVIe siècle ou début du XVIIe siècle |                                        |       |
| Cathédrale Saint-Marie-Mère-de-l'Église de Mostar                  | Mostar                    |                              |                                             | Cathédrale catholique                  |       |
| Couvent franciscain de Mostar                                      | Mostar                    |                              |                                             | Pour le cloître                        |       |
| Pont courbé                                                        | Mostar                    | 43° 20′ 12″ N, 17° 48′ 47″ E | Période ottomane                            |                                        |       |
| Čaršija de Kujundžiluk                                             | Mostar                    | 43° 20′ 15″ N, 17° 48′ 55″ E | À partir du XVIe siècle                     | Čaršija                                |       |
| Site de la mosquée de Baba Bešir à Balinovac                       | Mostar                    |                              |                                             |                                        |       |
| Bâtiment de l'école de musique de Mostar                           | Mostar                    |                              |                                             |                                        |       |
| Mosquée de Karađoz-bey à Potoci                                    | Potoci                    |                              |                                             |                                        |       |
| Maison natale de Svetozar Ćorović                                  | Mostar                    |                              |                                             | Svetozar Ćorović                       |       |
| Bâtiment de l'Orchestre symphonique de Mostar                      | Mostar                    |                              |                                             | Ancienne école                         |       |
| Mosquée de Hadži Kurt (Mostar) (Tabačica džamija)                  | Mostar                    |                              | Fin du XVIe siècle et début du XVIIe siècle |                                        |       |
| Ćejvan ćehajin mekteb                                              | Mostar                    |                              |                                             | École                                  |       |
| Ćose Jahja-hodžina džamija                                         | Mostar                    |                              |                                             | Mosquée                                |       |
| Turbe de Šejh Jujo                                                 | Mostar                    |                              | 1831                                        | Turbe                                  |       |